# Dette financière
Une dette financière est le résultat comptable d’un emprunt réalisé par un acteur économique.
Pour une entreprise, les dettes financières sont le moyen d’obtenir des ressources auprès d’un prêteur, en supplément de ses capitaux propres.
En comptabilité, la dette financière nette est la différence entre les dettes financières et le solde des placements financiers.